# Dům U Dvou černých hlav
Dům U Dvou černých hlav je dům čp. 433 na Starém Městě v Praze v Michalské ulici č. 14. Je chráněn jako kulturní památka České republiky.
Dům je původně raně středověký, zřejmě na dnešní parcele stály dva objekty, které byly nejpozději do roku 1404 spojeny v jeden. Dochovaly se gotické sklepy a klenby v přízemí. V renesanci bylo k domu přistavěno hospodářské stavení a dům zvýšen o druhé patro. O další patro byl přední dům zvýšen kolem roku 1750, v rámci přestaveb v této době byl i zastavěn první dvorek. Do ulice byla postavena nová zeď s barokní fasádou. V době klasicistních úprav v roce 1850 byl zadní objekt zvýšen o třetí patro. V roce 1931 bylo vybudováno podkrovní patro.